# Vashosszúfalu
Vashosszúfalu je obec v maďarské župě Vas. V roce 2015 zde žilo 343 obyvatel.